# Fatoumata Ba (universitaire)
Pour les articles homonymes, voir Fatoumata Ba et Ba.
Cet article concerne la médecin. Pour l'entrepreneuse, voir Fatoumata Bâ (entrepreneuse).
Fatoumata Ba, née en 1978, est une chercheuse, psychiatre et thérapeute familiale systémique sénégalaise. Elle est enseignante-chercheuse à l’Université Gaston-Berger (UGB) de Saint-Louis du Sénégal et étudiante à l’École doctorale Sciences et Technologie de cette même université.
En novembre 2019, Fatoumata Ba est lauréate de la dixième édition du programme « Jeunes talents de l'Afrique subsaharienne 2019, pour les femmes et la science », proposé par la Fondation L’Oréal-UNESCO. Elle est récompensée pour ses travaux liés à sa thèse de doctorat sur le syndrome d'apnées-hypopnées obstructives du sommeil (SAHOS), — communément appelé apnée du sommeil —, une pathologie méconnue et sous diagnostiquée, causée par l'interruption répétée de la respiration durant le sommeil, qui peut entrainer de graves complications, avec des risques de mortalité et de morbidité. 

## Biographie et parcours
Née en 1978, en banlieue de Dakar, au Sénégal, Fatoumata Ba grandit aux côtés des membres de sa fratrie, dont tous les membres suivent également des parcours scientifiques. Ainsi, sa famille compte plusieurs ingénieurs, un médecin et un enseignant-chercheur à la Faculté de médecine de Dakar.
Adolescente, elle rêvait de devenir pilote dans l'armée de l'air, avant que son frère aîné ne l'incite à s'inscrire à la faculté de médecine. Son intérêt pour l'apnée du sommeil est lié à sa sœur, qui souffre de cette pathologie.
Elle obtient son baccalauréat, série scientifique à 17 ans,, puis devient major de promotion lors de sa première année à l’Université Cheikh-Anta-Diop (UCAD) de Dakar,, avant de se spécialiser en psychiatrie. Elle est ensuite cheffe de la division psychiatrie à la Clinique psychiatrique du Centre hospitalier national de Fann durant cinq ans, puis enseignante chercheuse à l’UFR des Sciences de la santé de l’Université Gaston-Berger, à Saint-Louis du Sénégal, depuis novembre 2011. 
Elle a suivi des cours de perfectionnement en épileptologie, sa seconde spécialité, au Maroc puis en France, ainsi qu'en Ouganda et en Tunisie.
Elle est titulaire d’un doctorat en médecine, obtenu à l’Université Cheikh-Anta-Diop, d'un certificat d’Études spéciales de psychiatrie,, d'un master en sciences biologiques et médicales, option physiologie, et d'un diplôme universitaire en épileptologie.  
Elle envisage un projet d’études postdoctorales lié au microbiote.  

## Recherches
Dans le cadre de ses recherches doctorales, elle mesure les effets du syndrome d'apnées-hypopnées obstructives du sommeil sur la fonction artérielle et détermine les risques cardiovasculaires susceptibles d'en découler, plus particulièrement l'altération de la fonction endothéliale et la rigidité artérielle, en évaluant les facteurs physiopathologiques d'un panel constitué de vingt patients et patientes victimes de SAHOS. 
Fatoumata Ba explique que « L'apnée du sommeil n'est pas une maladie mais un symptôme […]. La mauvaise qualité du sommeil qui en découle est à l'origine d'une hyper somnolence pendant la journée avec risque d'accidents de voiture ou de travail ». En effet, selon elle : « Bien que cette pathologie soit fréquente et entraîne des complications telles que l’obésité, l’hypertension et le diabète, elle est sous-diagnostiquée car les professionnels de la santé ne la connaissent souvent pas ». 
Surnommée « la Dame de fer » par ses étudiants, ses étudiantes et ses collègues, Fatoumata Ba souhaite que le laboratoire de physiologie de l'université Gaston-Berger devienne un centre de référence de l'étude du sommeil, expert des facteurs génétiques et environnementaux qui sont à l'origine du SAHOS.
Selon le professeur Lamine Gueye, directeur de la chaire de science de la santé à l’université Gaston-Berger, « Fatoumata [Ba] travaille avec engagement et abnégation. C’est une bonne chercheuse car elle est sérieuse, acharnée, mais prudente dans les résultats. Elle ne presse rien et n’est pas facile à décourager ».

## Distinctions
- Prix « Jeune talent de l'Afrique subsaharienne 2019 », attribué dans le cadre du programme Jeunes talents de l'Afrique subsaharienne 2019, pour les femmes et la science, proposé par la Fondation L’Oréal-UNESCO, qui soutient le développement d'une recherche inclusive sur la partie subsaharienne du continent africain, en distinguant chaque année, depuis 2009, vingt chercheuses scientifiques[11].

## Publications
- B. A. Fatoumata, B. A. El Hadji Makhtar, S. A. R. Fatou Bintou et B. A. Abdoulaye, « Dysfonction endothéliale et syndrome d’apnées obstructives du sommeil (SAOS) », Médecine du Sommeil, vol. 18, no 1,‎ 1er mars 2021, p. 31 (ISSN 1769-4493, DOI 10.1016/j.msom.2020.11.041, lire en ligne, consulté le 15 mars 2021)
- Ba, Fatoumata, « Syndrome d’apnée hypopnée obstructif du sommeil en Afrique Sub-saharienne : une revue de la littérature », Médecine du sommeil,‎ 18 février 2020, p. 169-176 (lire en ligne)
- Ba Fatoumata, « Prévalence du risque du syndrome d’apnées obstructives du sommeil à Saint-Louis », Médecine du sommeil,‎ 19 avril 2020, p. 130-136 (lire en ligne)
- Ba Fatoumata, « Arythmies cardiaques au cours syndrome d’apnées obstructives du sommeil (SAOS) », Revue des Maladies Respiratoires Actualités,‎ janvier 2020, p. 261-262 (lire en ligne)
- F. Ba, S. A. Thiam, M. Ba et F. B. Sar, « Syndrome d’apnées hypopnées obstructives en population générale », Revue des Maladies Respiratoires Actualités, 25e Congrès de pneumologie de langue française, vol. 13, no 1,‎ 1er janvier 2021, p. 180–181 (ISSN 1877-1203, DOI 10.1016/j.rmra.2020.11.394, lire en ligne, consulté le 15 mars 2021)
- (en) Ba Fatoumata, « Antidiabetic properties of Moringa oleifera: A review of the literature », Journal of Diabetes and Endocrinology,‎ 15 avril 2020, p. 18-29 (lire en ligne)
- (en) Fatoumata Ba, El Hadji Makhtar Ba, Modou Mbacké Guèye et Marième Soda Diop Sène, « Susac syndrome: about two cases », The Pan African Medical Journal, vol. 33, no 145,‎ 26 juin 2019 (ISSN 1937-8688, DOI 10.11604/pamj.2019.33.145.17954, lire en ligne, consulté le 15 mars 2021)
- (en) Mbengue Arame, et al., « Impact of exposure to biomass on the vascular function of Senegalese women », National journal of physiology, pharmacy and pharmacology,‎ 17 octobre 2018 (lire en ligne, consulté le 15 mars 2021)
- Cisse Ousmane, Dadah Samy Mohamed Lemine, Ba Fatoumata et Ba El Hadji Makhtar, « Le profil lipidique et glucidique des accidents vasculaires cérébraux ischémiques à Dakar », The Pan African Medical Journal, vol. 25, no 29,‎ 27 septembre 2016 (ISSN 1937-8688, DOI 10.11604/pamj.2016.25.29.8906, lire en ligne, consulté le 15 mars 2021)